# 鄺麗貞
鄺麗貞（1963年3月12日—），臺灣政治人物，籍貫廣東台山，曾為中國國民黨籍，為首任女性臺東縣縣長，從政前曾為中華航空空服員，也被稱做「空姐縣長」。丈夫前臺東縣縣長吳俊立卸任後因貪汙判刑確定，鄺麗貞為延續家族勢力，「代夫出征」，並高票當選，成為首位女性縣長。2018年違紀參選臺東縣縣長，遭國民黨開除黨籍。

## 政治生涯

### 台東縣長

#### 參與縣長補選
2005年吳俊立當選第十五屆台東縣縣長，因吳俊立二審被判有罪，吳俊立當選就職後即告停職。但吳俊立就職後隨即到辦公室簽發了第一份人事命令，任命其前妻鄺麗貞擔任台東縣副縣長。並為規避規定縣市長不得任命三等以內親屬為副手人選，吳俊立兩日前就和妻子辦理離婚。吳俊立因貪污而遭停職，吳陣營隨即推出其妻子鄺麗貞參與縣長補選，由於縣內樁腳多受吳壟斷，國民黨即接受一個當過空姐、無行政經歷的家庭主婦代表黨參選，時任國民黨主席的馬英九並多次前往台東為其站台，打出「罪不及妻孥」的口號，雖引起輿論嘩然，鄺麗貞於2006年4月1日以六成三得票率當選縣長，並與吳俊立相擁而泣，慶祝「再次贏回台東」。4月17日就職。
鄺麗貞與吳俊立的關係在離婚後依然親近，縣內政治資源、人事升遷與經費運用仍由吳俊立掌握。

#### 任內施政
從就任開始鄺麗貞就努力拚觀光，陸續打出「全球養生休閒度假縣」、「藝術大縣」、「樂活首都、年假聖地」等口號。根據《遠見雜誌》2008年7月的「25縣市長施政滿意度大調查」，鄺麗貞敬陪末座。其縣長任內，不時出國考察，多達一百多天都在國外旅行，以考察先進國家的觀光產業、觀摩環境保育、維繫姊妹城市的友誼等名義出訪。而縣內隨處可見的縣府活動宣傳看板皆搭配鄺本人的玉照，部屬都知道在製作文宣時，一定要放進鄺麗貞肖像，從便條紙、桌曆、月曆，到海報、看板，各種造型的鄺麗貞無所不在，絕大部份為花費公帑所製作。在各種文宣品中，她有時化身為淳樸的農婦，有時變成賽車手，或者搭乘飛行傘遨遊天際，有時變成宣導「醉」不上道的女警。在火車站、機場、省道，都可看到巨幅看板上有鄺麗貞的身影，她有時也會化身為漫畫或公仔。曾有議員在總質詢時諷勸鄺乾脆當「吉祥物」，當時鄺的答覆是「美的事物人人愛」，至於台東縣民的反應則是有人覺得可愛、有人反感、更有人看得頭痛，而在2008年底，仍見鄺麗貞與藝人民雄合拍的台東宣傳短片於電視媒體推出。

### 縣長任內出國考察爭議
2008年7月颱風鳳凰直撲台灣東部而來，同時鄺麗貞卻在歐洲公費考察。經新聞媒體披露後，鄺未回臺，僅透過越洋電話接受媒體訪問，言辭引發輿論撻伐。媒體亦開始針對鄺上任以來的出國情況進行調查，並於新聞中不斷播送鄺麗貞先前出國所拍的影片，影片中的鄺與政府官員的穩重形象不同，因此鄺麗貞頻繁的出國考察，在媒體和網路上開始引起眾多不滿的討論。此外，調查亦發現鄺麗貞上任兩年三個月，經常率領縣政考察名義前往外國觀光。在兩年三個月內共出國八次，平均一季一次，花費1,100萬餘元，挨批浪費公帑，事後被國民黨停止黨權處分。
台東地檢署9月11日偵查終結，鄺麗貞在內13人均不起訴。
無黨籍台東縣議員謝明珠面對批評回應：「不合理，您又如何？您也無奈，因為程序上的話，因為一級主管就是有出國那種機會嘛！」
對此副縣長彭德成則表示，台東縣為了改善觀光環境、提升接待的能力，安排出國參訪觀摩有其必要性，台東縣確實負債50幾億，但縣政府出國考察費用均為年度預算的編列，也經台東縣議會審查通過；縣長及縣政府二年多出國經費為1,100萬，縣政府一年120億元的年度預算，鄺麗貞就任三個年度總預算為300多億元，出國費用也僅佔年度預算的萬分之三，對於相關縣政建設未產生排擠的情況。
而對於鄺麗貞回台後是否繼續參加奧運開幕，受到矚目。台東副縣長彭德成向媒體表示，到目前（2008年7月31日）為止，鄺麗貞參加奧運的行程未變，他也建議鄺麗貞應該去，因為陸客對台東觀光很重要。

#### 縣長任內出國考察記錄列表
| 時間                   | 出國名目                           | 地點               |
| 2006年8月2日－8月8日   | 台東縣績優教育人員考察             | 日本               |
| 2006年9月24日－10月7日 | 觀摩觀光產業先進國家               | 埃及、希臘         |
| 2007年4月              | 考察海洋深層水                     | 日本               |
| 2007年6月12日－18日    | 「2007年香港國際旅展」觀光推廣活動 | 香港               |
| 2007年7月              | 參加國際女權會議                   | 英國倫敦           |
| 2007年9月14日－19日    | 觀摩觀光產業先進國家               | 泰國               |
| 2008年4月              | 城鄉新風貌考察                     | 紐西蘭             |
| 2008年7月              | 考察太陽能光電市                   | 德國、義大利、瑞士 |

## 退出2009年台東縣長選舉
黨內初選登記最後一刻，確認台東縣議長饒慶鈴登記參選臺東縣議員，一直表達連任態勢的鄺麗貞反而沒有現身，委由輔選幹部以一紙聲明宣佈棄選，她在聲明中說，「不忍國民黨在雲林立委補選失敗後的分裂效應持續發酵，在顧全國民黨大局、維護黨的團結與和諧、以及尊重馬總統的情況下」，退出台東縣長選舉競選連任。鄺麗貞說，她不知道該用何種言語來形容，對廣大支持者那種複雜而難受的心情，她對支持者抱歉，並強調，小女子不敵黨顧全大局的終極目標，「這不是我個人可以決定，也不是我願意做這樣決定的」。
台東縣長鄺麗貞宣布放棄競選連任，留下支持者的扼腕；國民黨的整合成功，讓台東縣長選情回歸藍綠對決的局面，但也加深坊間盛傳「國民黨籲黃健庭辭去立委、並可能提名鄺麗貞參與立委補選」的條件交換說。短短四年，由空姐轉任縣長的鄺麗貞下台一鞠躬，在臺東縣地方政治史上留上許多難忘的身影。

## 2010台東縣區域立委補選
因鄺麗貞縣長3年任內爭議不斷，因此中國國民黨縣長初選民調由形象較佳的黃健庭出馬競選縣長，而未獲提名的現任縣長鄺麗貞則受中央協調打消競選縣長連任的念頭，轉而代表國民黨競選因黃健庭競選縣長而遺留下來的空缺。在競選立委期間，鄺麗貞因縣長任內形象較差，加上無傳統藍軍鐵票的奧援下，聲勢處於落後。
2010年台東縣立委補選，國民黨鄺麗貞以2萬1215張選票，小輸1900多票。

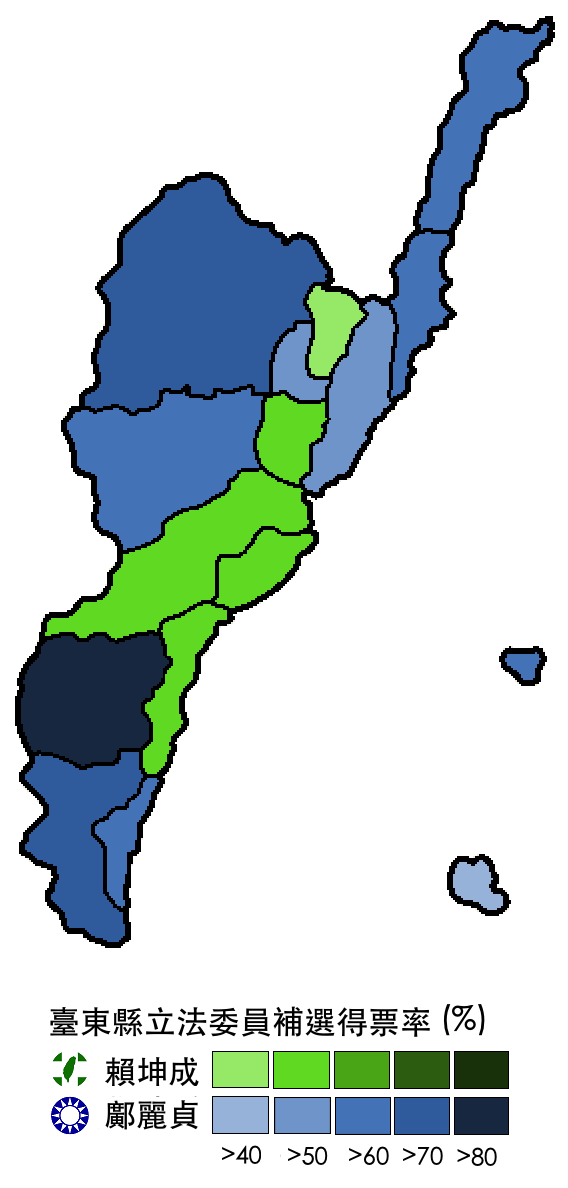
2010年臺東縣選舉區立委選舉得票

| 2010年臺東縣選舉區立法委員缺額補選選舉結果 | 2010年臺東縣選舉區立法委員缺額補選選舉結果 | 2010年臺東縣選舉區立法委員缺額補選選舉結果 | 2010年臺東縣選舉區立法委員缺額補選選舉結果 | 2010年臺東縣選舉區立法委員缺額補選選舉結果 | 2010年臺東縣選舉區立法委員缺額補選選舉結果 | 2010年臺東縣選舉區立法委員缺額補選選舉結果 |
| 號次                                       | 候選人                                     | 政黨                                       | 得票數                                     | 得票率                                     | 當選標記                                   |                                            |
| ------------------------------------------ | ------------------------------------------ | ------------------------------------------ | ------------------------------------------ | ------------------------------------------ | ------------------------------------------ | ------------------------------------------ |
| 1                                          | 洪銘堅                                     | 無黨籍                                     | 2,482                                      | 5.29%                                      |                                            |                                            |
| 2                                          | 賴坤成                                     | 民主進步黨                                 | 23,190                                     | 49.46%                                     |                                            |                                            |
| 3                                          | 鄺麗貞                                     | 中國國民黨                                 | 21,215                                     | 45.25%                                     |                                            |                                            |
| 選舉人數                                   | 選舉人數                                   | 選舉人數                                   | 119,762                                    | 119,762                                    | 119,762                                    |                                            |
| 投票數                                     | 投票數                                     | 投票數                                     | 47,234                                     | 47,234                                     | 47,234                                     |                                            |
| 有效票                                     | 有效票                                     | 有效票                                     | 46,887                                     | 46,887                                     | 46,887                                     |                                            |
| 無效票                                     | 無效票                                     | 無效票                                     | 347                                        | 347                                        | 347                                        |                                            |
| 投票率                                     | 投票率                                     | 投票率                                     | 39.44%                                     | 39.44%                                     | 39.44%                                     |                                            |

## 外部連結
- 鄺麗貞的Facebook專頁
- 鄺麗貞的Instagram帳戶
- 台東縣政府 （页面存档备份，存于）

| 中華民國政府職務                   | 中華民國政府職務                                  | 中華民國政府職務 |
| ---------------------------------- | ------------------------------------------------- | ---------------- |
| 台東縣政府                         |                                                   |                  |
| 前任： 賴順賢（代理） 正任：吳俊立 | 台東縣縣長 第十五屆 2006年4月17日－2009年12月20日 | 繼任： 黃健庭    |